# Trimer
Trimer (en bretó Tremeur, en gal·ló Teintenyac) és un municipi francès, situat a la regió de Bretanya, al departament d'Ille i Vilaine. L'any 2006 tenia 167 habitants.

## Demografia
| 1962                                       | 1968 | 1975 | 1982 | 1990 | 1999 | 2019 |
| ------------------------------------------ | ---- | ---- | ---- | ---- | ---- | ---- |
| 131                                        | 152  | 131  | 111  | 102  | 102  | 209  |
| Des de 1962: població sense dobles comptes |      |      |      |      |      |      |

## Administració
| Període   | Identitat       | Partit |
| --------- | --------------- | ------ |
| 2001-2008 | Edmond Delaunay |        |
| 2008-     | Pierre Chesnot  |        |